# Un monde d'azur
Un monde d'azur (titre original : The Blue World) est un roman de science-fiction de Jack Vance publié pour la première fois en 1966.